# Raionul Hust, Transcarpatia
Hust (în ucraineană Хустський район, transliterat: Hustskîi raion) este un raion în regiunea Transcarpatia, Ucraina. Are reședința la Hust.
Are o suprafață de 3.174,4 km². Populația este de 265.845 locuitori, determinată în 1 ianuarie 2022, prin bilanț demografic[*].